# Yazıcık
Yazıcak ist ein Ortsteil (Mahalle) im Landkreis Pozantı der türkischen Provinz Adana mit 246 Einwohnern (Stand: Ende 2024). Im Jahr 2011 hatte Yazıcak 248 Einwohner.